# Musée maritime de la Nouvelle-Zélande
Le New Zealand Maritime Museum Hui Te Anaui A Tangaroa (en français « Musée maritime de Nouvelle-Zélande ») est un musée maritime situé à Auckland, en Nouvelle-Zélande. Créé en 1993, c'est le plus grand Musée maritime de Nouvelle-Zélande. Le musée se trouve au coin de la rue Quai et Hobson, sur le quai.